# Carex lobolepis
Carex lobolepis är en halvgräsart som beskrevs av Ferdinand von Mueller. Carex lobolepis ingår i släktet starrar, och familjen halvgräs. Inga underarter finns listade i Catalogue of Life.